# Vieux-Vy-sur-Couesnon
Vieux-Vy-sur-Couesnon är en kommun i departementet Ille-et-Vilaine i regionen Bretagne i nordvästra Frankrike. Kommunen ligger i kantonen Saint-Aubin-d'Aubigné som tillhör arrondissementet Rennes. År 2022 hade Vieux-Vy-sur-Couesnon 1 280 invånare.

## Befolkningsutveckling
Antalet invånare i kommunen Vieux-Vy-sur-Couesnon
Referens:INSEE